# Halia
En la mitología griega Halia o Halía (en griego antiguo, Ἁλία o Ἁλίη, esto es, «mar» o «salado») es uno o varios personajes femeninos cuya identidad varía según cada autor. En plural se utiliza el nombre de halias para designar genéricamente a las «ninfas marinas u oceaninas» aunque ninguna fuente cita sus nombres individuales.

### Diodoro Sículo
Los primeros en habitar la isla conocida con el nombre de Rodas fueron los llamados Telquines. Estos eran hijos de Talata [Talasa], de acuerdo con la tradición mítica, y el mito nos cuenta asimismo que ellos, juntamente con Cafira, la hija de Océano, criaron a Poseidón, dado que Rea les había confiado al recién nacido. Poseidón, cuando fue adulto, se enamoró de Halia, hermana de los Telquines, se unió a ella y engendró seis hijos varones y una sola hija, Rodo, de la que recibió su nombre la isla. Cuando éstos eran jóvenes, dicen, los hijos de Poseidón, que eran arrogantes e insolentes, impidieron a Afrodita que fondeara en la isla cuando se trasladaba de Citera a Chipre; la diosa, encolerizada, les infundió la locura, y los hijos forzaron a su madre a acostarse con ellos e infligieron muchos daños a los habitantes de la isla. Cuando se enteró de lo ocurrido, Poseidón sepultó a sus hijos bajo tierra a causa de su acción vergonzosa, y ellos fueron llamados «Demonios Orientales» (daimones proseoous). Halia se arrojó al mar, recibió el nombre de Leucótea y obtuvo los honores de una inmortal entre los habitantes de la isla.

### Homero
Para Homero Halia, la «de inmensos ojos», era una de las Nereidas. Se encontraba con sus hermanas cuando estas lloraron la muerte de Patroclo en honor de su sobrino Aquiles.

### Eliano
Se dice que una divina serpiente de enorme tamaño se apareció a Halia, hija de Síbaris, cuando entraba en el soto de Artemisa (el soto estaba en Frigia) y yació con ella. Y de esta unión surgieron los «ophiogenéis» de la primera generación.

### Dionisio de Halicarnaso
De Manes y Calírroe, la hija de Océano, nació Cotis, que casándose con Halia, hija de Tilo, el nacido de la tierra, tuvo dos hijos, Asies y Atis; de Atis y Calitea, la hija de Coreo, nacieron Lido y Tirreno. Tirreno, en cambio, al frente de la colonia, conquistó gran parte de Italia y dio su nombre, los tirrenios, a quienes participaron en la expedición.